# Die verbannten Kinder Evas
Die verbannten Kinder Evas is een Oostenrijkse muziekformatie, die in 1993 door Richard Lederer (alias Protector) en Michael Gregor (alias Silenius) opgericht werd. De groep maakt een soort darkwave van neoklassieke strekking.
De naam werd aan een zin uit het Salve Regina ontleend, waarin van „de verbannen kinderen van Eva“ sprake is. Oorspronkelijk bestond de groep uit leden van Summoning, een blackmetalband. Ook leden van de darkelectro-formatie Ice Ages werkten eraan mee. De zang werd op de eerste albums door Julia Lederer en Tania Borsky verzorgd; vanaf het album Dusk and Void Became Alive, uit 2006, zong de Cypriotische Christina Kroustali (alias Lady of Carnage) bij de groep.
Qua stijl is Die verbannten Kinder Evas langzaam, zwaar melancholisch en hier en daar bijzonder theatraal. Hoewel de muziek op synthesizers wordt gemaakt, doet ze orkestraal aan; ze zou voor klassieke muziek kunnen doorgaan. De teksten van Come Heavy Sleep, met het memorabele nummer 'Sad Silent Home', zijn integraal van Percy Bysshe Shelley. In Darkness Let Me Dwell is dan weer een bekend lied van John Dowland.
De groep heeft uitsluitend volledige albums uitgebracht, geen singles, en werkt voor het label Napalm Records.

## Discografie
- 1994 - Witchhunt
- 1995 - Die verbannten Kinder Evas
- 1997 - Come Heavy Sleep
- 1999 - In Darkness Let Me Dwell
- 2006 - Dusk and Void Became Alive